# Sympycnus pacificus
Sympycnus pacificus är en tvåvingeart som beskrevs av Octave Parent 1932. Sympycnus pacificus ingår i släktet Sympycnus och familjen styltflugor.
Artens utbredningsområde är Peru. Inga underarter finns listade i Catalogue of Life.